# 사회비교이론
사회 심리학자인 레온 페스팅거(Leon Festinger)가 1954년에 처음 제안한 사회적 비교 이론(Social comparison theory)은 개인 내에서 정확한 자기 평가를 얻기 위한 추동력이 있다는 믿음에 중점을 두고 있다. 이 이론은 개인이 이러한 영역에서 불확실성을 줄이고 자신을 정의하는 방법을 배우기 위해 자신을 다른 사람과 비교하여 자신의 의견과 능력을 평가하는 방법을 주요하게 설명한다.

## 같이 보기
- 인지부조화 이론
- 정교화 가능성 모델
- 사회교환이론
- 이웃 효과